# Killer contro killers
Pour plus de détails, voir Fiche technique et Distribution.
Killer contro killers, parfois commercialisé sous le nom Death Commando, est un film italien réalisé par Fernando Di Leo et sorti en 1985.

## Synopsis
Un groupe de malfrats, mené par un certain Burton, est engagé par un puissant industriel surnommé « Son Excellence » pour dérober une précieuse formule chimique. L'opération est diligentée avec succès mais sitôt en possession de la formule, Son Excellence élimine le groupe. Seuls deux d'entre eux, Sterling et Ferrari, parviennent à en réchapper. Ils vont minutieusement préparer leur vengeance contre Son Excellence.

## Fiche technique
Sauf indication contraire, les informations mentionnées dans cette section peuvent être confirmées par la base de données cinématographiques IMDb,  présente dans la section « Liens externes ».
- Titre original italien : Killer contro killers ou Killer vs. Killers[1]
- Réalisation : Fernando Di Leo
- Scénario : Fernando Di Leo
- Photographie : Roberto Gerardi
- Montage : Amedeo Giomini
- Musique : Franco Campanino
- Décors : 	Franco Cuppini
- Costumes : Elisabetta Locascio
- Trucages : Cristina Rocca, Gloria Granati
- Production : Mario Colajanni
- Société de production : Robur Film
- Pays de production :  Italie
- Langue de tournage : italien
- Format : Couleur
- Durée : 95 minutes (1h35)
- Genre : Action
- Dates de sortie :
  - Italie : 1985

## Distribution
- Henry Silva : Sterling
- Edmund Purdom : Son Excellence
- Mario Colajanni (sous le nom de « Albert Janni ») : Ferrari
- Franco Diogene : Burton
- Fernando Cerulli : Jaffe
- Dalila Di Lazzaro : Cherry
- Raul Lovecchio : Bob
- Agostino Crisafulli : Fred
- Cinzia De Ponti : La secrétaire de Son Excellence
- Carlo Greco : Sean
- Roberto Dell'Acqua : Le tueur du zoo

## Exploitation
Il est resté inédit dans les pays francophones. Le film est ressorti en DVD en Italie le 14 février 2005 chez Raro Video.